# دانيال فوس
دانيال فوس (بالإنجليزية: Daniel Foss)‏ هو عالم اجتماع أمريكي، ولد في 26 يوليو 1940 في ذا برونكس في الولايات المتحدة، وتوفي في 20 أغسطس 2014.